# 圣若泽-杜塞德鲁
圣若泽-杜塞德鲁是巴西圣卡塔琳娜州的一个市镇。总面积279.581平方公里，总人口13699人，人口密度49人/平方公里。